# Brinckheim
Brinckheim (deutsch Brinkheim) ist eine französische Gemeinde mit 408 Einwohnern (Stand 1. Januar 2022) im Département Haut-Rhin in der Region Grand Est (bis 2015 Elsass). Sie gehört zum Arrondissement Mulhouse, zum Kanton Brunstatt-Didenheim und ist Mitglied des Gemeindeverbandes Saint-Louis Agglomération.

## Geografie
Brinckheim liegt im Süden der Oberrheinischen Tiefebene, nahe dem Dreiländereck Deutschland–Frankreich–Schweiz, westlich von Bartenheim. Der Ort ist zehn Kilometer von Basel im Südosten und zehn Kilometer von der östlich gelegenen Grenze zu Deutschland, also vom Rhein entfernt. Die Entfernung zum nordwestlich gelegenen Mülhausen beträgt etwa 25 Kilometer.
Nachbargemeinden von Brinckheim sind Uffheim im Norden, Bartenheim im Osten, Blotzheim im Südosten, Michelbach-le-Bas im Süden sowie Kappelen im Westen. 
Brinckheim liegt im lössbedeckten Sundgauer Tertiärhügelland. Das Tälchen des Mühlbachs hat sich tief in das Lösspolster eingeschnitten ohne den tertiären Untergrund zu erreichen. Der Mühlbach erreicht, von Helfrantzkirch her kommend, und nachdem er bei Brinckheim den Stettener Dorfbach aufgenommen hat, bei Bartenheim die Rheinebene. Heute mündet er in einen Baggersee, früher versickerte er in den Rheinschottern der Ebene, ohne – wie alle nach Osten entwässernden Sundgaubäche – den Rhein zu erreichen.

## Geschichte
Im Jahr 1194 erschien die Ortschaft erstmals unter dem Namen Brunkehen, dann 1285 als Brunchein. Die Ortsnamenendung -heim deutet auf eine frühe fränkische Gründung hin. Der Ort gehörte im Mittelalter zur habsburgischen Vogtei Oberlandser. Im Westfälischen Frieden von 1648 gelangte er mit dem ganzen elsässischen Besitz der Habsburger an die französische Krone. Um 1700 gehörte das Dorf der Familie Schenk von Castell, von 1732 bis zur Französischen Revolution der Familie d'Anthès.
Von 1871 bis zum Ende des Ersten Weltkrieges gehörte Brinkheim als Teil des Reichslandes Elsaß-Lothringen zum Deutschen Reich und war dem Kreis Mülhausen im Bezirk Oberelsaß zugeordnet.
In den Jahren 1939 und 1940 mussten die Dorfbewohner infolge des Zweiten Weltkrieges ins Département Landes evakuiert werden. Am 19. November 1944 gelang es der Panzereinheit von Leutnant Jean de Loisy, Brinckheim zu befreien.

### Bevölkerungsentwicklung
| Jahr      | 1910 | 1962 | 1968 | 1975 | 1982 | 1990 | 1999 | 2007 | 2020 |
| Einwohner | 213  | 221  | 191  | 193  | 253  | 285  | 328  | 346  | 421  |

## Bauwerke
- Kirche (Hlg. Franz von Sales): Eine anstelle der heutigen Kirche stehende Kapelle wurde 1705 vom Basler Weihbischof Jean Christophe Haus dem Heiligen Franz von Assisi geweiht (Brinckheim ist damit die einzige oberrheinische Gemeinde, die Franz von Assisi als ihren Schutzpatron betrachtet). Von der Kapelle ist nur der Chor erhalten geblieben. Nachdem der Turm einzustürzen drohte, wurde das Kirchenschiff und die Sakristei im 19. Jahrhundert nach Plänen des Mülhauser Architekten Jean-Baptiste Schacre vergrößert. Brinckheim wurde 1724 eigenständige Pfarrei, zuvor war es Filial von Kappelen.
- Le beau moulin – die schöne Mühle – ist ein Wahrzeichen von Brinckheim. Das Haus wurde in der ersten Hälfte des 18. Jahrhunderts erbaut. Ein Fachwerkbau auf hohem gemauertem Keller-/Erdgeschoss mit großem Dachraum und dem typischen Krüppelwalm der Sundgauer Bauernhäuser. Benachbart ein stattliches Bauernhaus von 1801.
- Das Pfarrhaus wurde um 1900 erbaut, es dient seit 1994 als Rathaus.
- Ein auf 1597 datierter Mühlstein steht am Eingang des Dorfes.

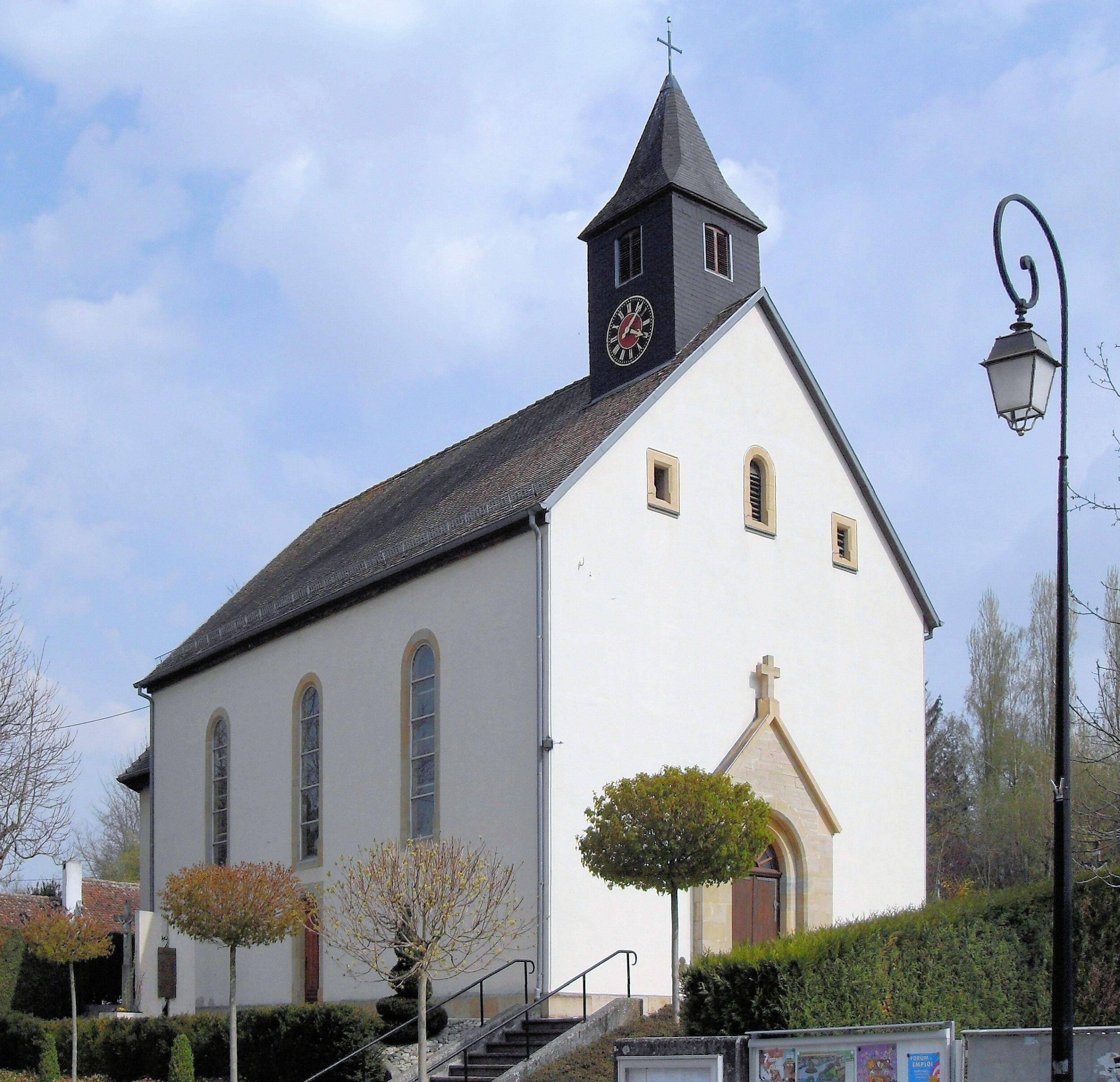
Kirche St. Franz von Assisi
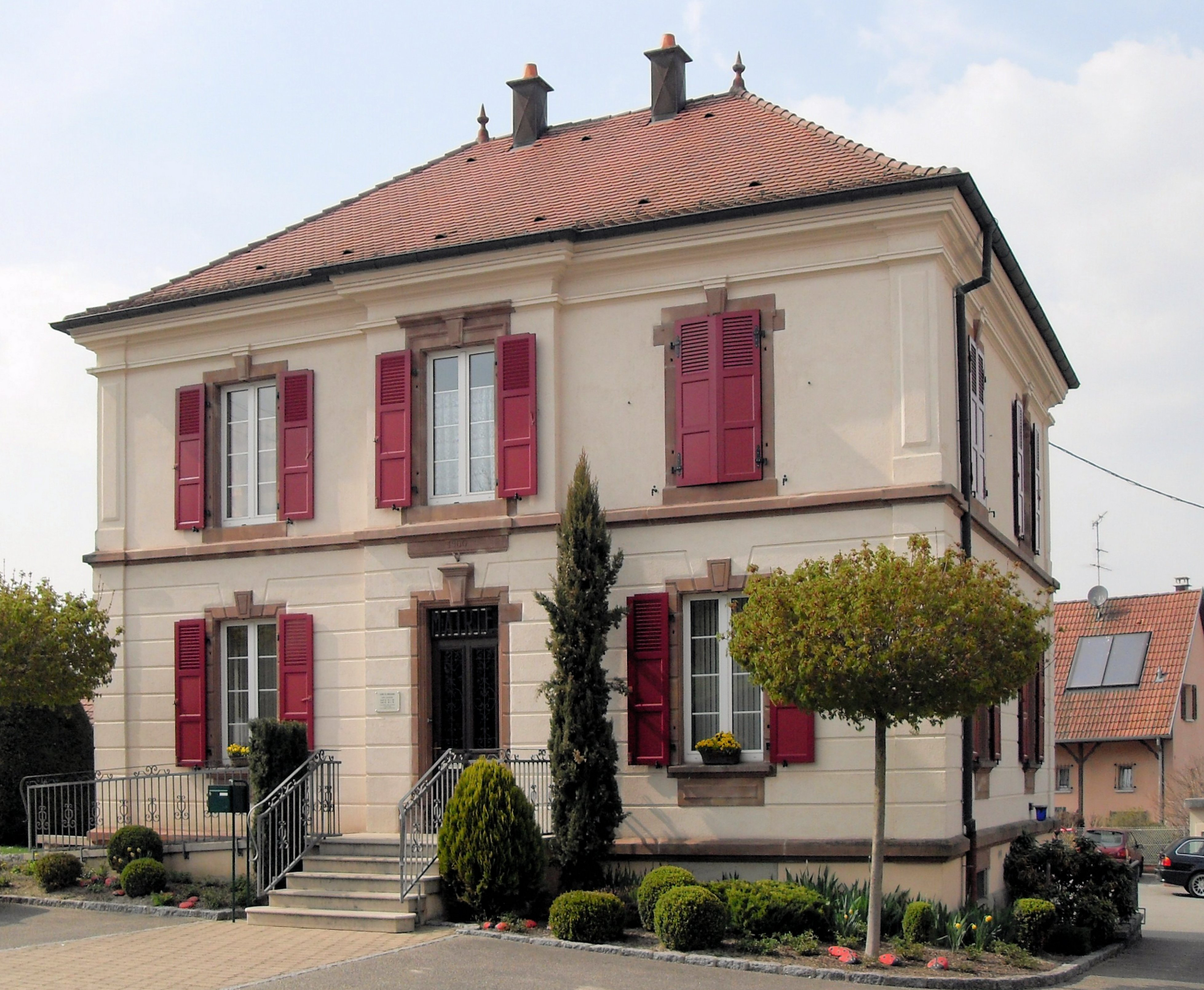
Rathaus

## Nachweise
1. 1 2  Gemeindeverzeichnis Deutschland 1900 – Kreis Mülhausen